# Cercivento
Cercivento (friülà Çurçuvint) és un municipi italià, dins de la província d'Udine. És situat dins la Valcalda, a la Cjargne. L'any 2007 tenia 737 habitants. Limita amb els municipis de Paluzza, Ravascletto i Sutrio.

## Administració
| Període | Identitat     | Partit        |
| ------- | ------------- | ------------- |
| 2004-   | Dario de Alti | Llista cívica |